# Andries Waterboer
Andries Waterboer (1789 - 1852) was een leider (kaptyn) van de Griekwa in Zuid-Afrika.

## Biografie
Waterboer was een volbloed Bosjesman (San) die als wees werd opgevoed door Griekwa. Hij was geletterd en won het respect van zijn onderdanen door het onderwijzen van de ongeletterde San in het gebied dat bekendstond als West-Griekwaland.
In 1815 maakte hij deel uit van de Hartenaaropstand tegen de kaptyns Adam Kok II en Barend Barends omdat ze niet genoeg weerstand boden tegen de Kaapse plannen om jonge Griekwa dienstplichtig te maken met het zogenaamde Hottentottenregiment. In 1816 verlieten Kok en Barends Griekwastad en op 20 december 1820 werd Waterboer verkozen tot kaptyn. Zijn positie werd erkend door de Kaapkolonie. West-Griekwaland werd verdeeld onder vier gebieden: Griekwastad en omstreken kwam in het bezit van Waterboer en werd Waterboersland genoemd. Waterboer woonde in een "paleis", wat in werkelijkheid een huis met zes kamers was
Vanaf 1819 werd West-Griekwaland geterroriseerd door de Bergenaars, een plunderend Griekwavolk uit de bergen. De Kaapkolonie schonk jaarlijks ammunitie aan Waterboer om de Bergenaars in toom te houden. In 1823 wonnen Waterboer, Cornelius Kok II, Adam Kok II, en Barend Barends de Slag bij Dithakong, waarmee de Griekwa de terreur van de Mfecane gespaard bleef. Het jaar daarop kwam Cornelius Kok II in conflict met zijn broer Adam Kok II en de Bergenaars, die hij samen met Waterboer wist te verslaan nabij Fauresmith. Koks volgelingen stonden echter aan de kant van de Bergenaars en om zijn leiderschap te behouden brak hij met Waterboer, wat weer een nieuw territoriaal conflict opleverde. Adam Kok II diende als vredesbemiddelaar en er werd een grens tussen Waterboers Griekwastad en Cornelius Koks Campbell vastgesteld.
In 1827 liet Waterboer zes Bergenaarsleiders executeren, waarop de Bergenaars met meer dan duizend man Griekwastad belegerden. Vanwege interne conflicten bij de Bergenaars mislukte het offensief, maar de positie van Waterboer en West-Griekwaland was verzwakt.
Na de dood van Adam Kok II ontstond een successieconflict tussen zijn zonen: Abraham Kok, gesteund door Cornelius Kok II, en Adam Kok III, gesteund door Waterboer. De kleine burgeroorlog werd gewonnen door Adam Kok III en Cornelius Kok II werd door de overwinnaars afgezet als kaptyn, maar in de praktijk veranderde er weinig.
Waterboer overleed in december 1852 en werd opgevolgd door zijn zoon Nicolaas Waterboer.